# ABBA
 Der er for få eller ingen kildehenvisninger i denne artikel, hvilket er et problem. Du kan hjælpe ved at angive troværdige kilder til de påstande, som fremføres i artiklen.

ABBA er en svensk popgruppe, der blev dannet i 1972 af Björn Ulvaeus, Benny Andersson, Agnetha Fältskog og Anni-Frid Lyngstad. Navnet er dannet af forbogstaverne i medlemmernes fornavne. De fik deres gennembrud med sangen Waterloo ved det Europæiske Melodi Grand Prix i 1974.
Gruppen var aktiv fra 1972 til 1982. I april 2018 offentliggjorde gruppen, at de havde været i studiet sammen for første gang i 35 år for at indspille to nye sange.

## Gruppen dannes
Det er svært at sige præcis, hvornår ABBA blev dannet, da det skete trinvis. Björn & Benny havde arbejdet musikalsk sammen siden 1967.[kilde mangler] I 1969-70 mødte de henholdsvis Agnetha og Anni-Frid, og de fire optrådte første gang sammen på tv i 1970 med en kort version af sangen California, Here I Come.
ABBA blev dannet af Björn Ulvaeus fra Hootenanny Singers og Benny Andersson fra Hep Stars. Björn & Benny skrev sange for Svenne & Lotta og Dorthe Kollo. Senere slog de sig sammen med Agnetha Åse Fältskog og Anni-Frid Synni Lyngstad, og gruppen var dannet, dog under navnet Björn & Benny, Agnetha & Anni-Frid.
Først da deres manager Stikkan Anderson fandt på et bedre navn til gruppen, fik de succes og det fik de ved Europæisk Melodi Grand Prix i Brighton  1974.  ABBA blev nummer 1 med sangen Waterloo. 
ABBA var forbogstaverne til 
Agnetha Fältskog, Björn Ulvaeus, Benny Andersson og Anni-Frid Lyngstad.
Det blev starten på en succes, der kun er overgået af The Beatles.
Første studieoptagelse var i juni 1970, og sangen hed Hej gamle man!. Sangen blev skrevet og udgivet af Björn & Benny, mens Agnetha & Frida sang kor. Kvindernes medvirken fremgik dog ikke som credits på singlen. De følgende år sang de fire backvocals på hinandens soloprojekter, hvilket kan høres på Björn & Bennys album Lycka, samt på Agnethas När en vacker tanke blir en sång.
Den 6. juli 1971 blev Agnetha Åse Faltskog og Bjørn Christian Ulvaeus gift i Skåne.
Første sang og single med alle fire medlemmer krediteret var People Need Love fra 1972. Denne sang blev første gang sunget offentligt i programmet "Vi i 5-an" i svensk fjernsyn. Da Björn & Benny havde haft mindre hits i udlandet, var flere pladeselskaber villige til at udgive singlen. Den blev bl.a. udgivet i Japan og Sydafrika. I USA blev den udgivet på Playboy Records, og faktisk blev nogle af gruppens tidlige sange brugt i Playboys softcore pornofilm fra starten af 1970'erne. I 1971 blev Bjørn Christian Ulvaeus og Benny Andersson ansat som managere i Polar Studios efter Bengt Bernhagens død.

## De første år
People Need Love og den efterfølgende single He Is Your Brother fik dog ikke den store succes, og gruppen besluttede at forsøge at få et gennembrud i udlandet ved at deltage i Svensk Melodi Grand Prix i 1973. Derfor skrev Björn & Benny, i samarbejde med bl.a. Neil Sedaka, sangen Ring, Ring. Det blev dog kun til en tredjeplads i den svenske grandprixfinale, men sangen blev på trods af det temmelig populær i Europa og blev nummer 1 i Sverige & Belgien. Derfor besluttede gruppen at udgive albummet Ring Ring.
Ring Ring havde givet gruppen popularitet rundt omkring i Europa, men i Storbritannien var der stadig ingen pladeselskaber, der ville skrive kontrakt med gruppen, der dengang kaldt sig "Björn & Benny, Agnetha & Frida", så gruppen bestemte sig for endnu engang at skrive en sang til melodigrandprixet. Denne gang kom den til at hedde Waterloo, og gruppen dannede et internationalt klingende navn af initialerne i deres fornavne: ABBA.
ABBA vandt det Internationale Melodigrandprix i 1974, og nu var det ikke noget problem for gruppen at få pladekontrakterne i hus. De skrev bl.a. kontrakt med engelske Epic og amerikanske Atlantic Records. Waterloo blev et hit over hele verden, og det blev også til en lp med samme navn.

## ABBA på toppen
ABBA havde nu fået et stort hit, men at starte en international karriere blev ikke så let, som de troede. De efterfølgende singler Honey, Honey, So Long & I Do, I Do, I Do, I Do, I Do floppede på hitlisterne de fleste steder i verden, og kvinderne besluttede at fortsætte deres solokarrierer sideløbende med ABBA. Men så udkom singlen S.O.S. i 1975, og pludselig fik gruppen et uventet comeback på hitlisterne. En måned senere udgav ABBA sit tredje album ABBA, der også røg til tops på hitlisterne. De efterfølgende 3 singler Mamma Mia, Fernando & Dancing Queen fra 1975-76 blev så store succeser at medlemmerne måtte droppe alle soloforetagender – og privatliv generelt. Dancing Queen blev nummer 1 i USA.
 Succesen fortsatte med albumene Arrival fra 1976 og The Album fra 1977.
I 1978 udkom spillefilmen ABBA - The Movie, der var optaget i Australien, den verdensdel hvor ABBA måske havde størst succes. ABBA – The Movie måtte vente til 2005 med at modtage en pris, hvor den blev kåret som årets dvd i Sverige. Samme år (1978) blev Benny og Frida gift efter 8 års forlovelse.
I 1979 udkom Voulez-Vous, et album, hvor elektronisk musik dominerede mere, end det tidligere havde gjort. Singlen Chiquitita blev udgivet som en støttesingle til UNICEF. Derudover udkom Greatest Hits vol. 2.

## ABBA på spansk
ABBA havde nu haft nummer-1-hits i 5 verdensdele, men Sydamerika manglede stadigvæk. Derfor udgav ABBA også Chiquitita på spansk. Det blev en stor succes, og derfor blev singlen I Have A Dream også udgivet på spansk. I 1980 udkom en hel lp på spansk: Gracias Por La Música (Thank You for the Music).

## De sidste år
I slutningen af 1979 blev Agnetha og Björn skilt. Skilsmissen påvirkede sangene. The Winner Takes It All, der var den første single efter skilsmissen, er et godt eksempel derpå. Trods rimelig simple rundgange bliver The Winner Takes It All betragtet som en af ABBAs allerbedste sange.
Det næste album Super Trouper fra 1980 fik også stor succes, men ABBA-facaden var ved at krakelere. I 1981 blev også Frida og Benny skilt, og '81-albummet The Visitors bærer præg af skilsmisserne.
I 1982 udsendte ABBA deres sidste single Under Attack. Sidste liveoptræden som gruppe var i 1986.
TV-Shows:
- ABBA i Musikladen (1975)
- ABBAi Australien (1975)
- ABBA Dabba Doo (1976)
- ABBA i Japan (1978)
- ABBA in the Dick Carvett Show (1981)

## Efter ABBA
Oprindeligt var det ikke meningen, at ABBA skulle gå i opløsning i 1982, bruddet skulle være en pause, der så senere er blevet permanent. Efter 1982 fortsatte kvinderne med solokarrierer, mens Björn & Benny startede en fælles musicalkarriere, som de stadig er godt i gang med den dag i dag. Indtil videre har de lavet musicalerne Chess, Kristina fra Düvemåla, Mamma Mia! og Hjälp sökes. Mamma Mia er en historie bygget op omkring ABBAs sange, og musicalen er opført mange steder i Verden. Musicalen blev i 2008 lavet i en filmversion med bl.a. Meryl Streep og Pierce Brosnan i hovedrollerne. I 2010 blev Mamma Mia! opført i Danmark i en dansk oversættelse af bl.a. Anne Linnet.
I 1992 udkom opsamlingsalbummet ABBA Gold: Greatest Hits, der til dags dato er ABBAs bedst sælgende album. Det er også det eneste album som har været nr. 1 på den engelske albumhitliste 2 gange. Både i 1992 og i forbindelse med filmen Mamma Mia i 2008.
Gruppens sange er stadig populære den dag i dag, også i nye versioner. Kunstnere som U2, Kylie Minogue, Cliff Richard, Erasure, Mike Oldfield, Westlife og R.E.M. har alle indspillet en eller flere af ABBAs sange. Der har også været lavet deciderede cover-grupper, bl.a. A*Teens og Björn Again. I 2005 fik Madonna lov til at sample ABBA-sangen Gimme! Gimme! Gimme! (A Man After Midnight), det gjorde hun på sit kæmpehit Hung Up, der blev nummer 1 i 47 lande.
I 2005 blev ABBA og deres sang Waterloo kåret som den bedste Melodi Grand Prix-deltager nogensinde i showet Congratulations. Endelig blev en ABBA-udstilling indviet i januar 2010. Udstillingen var verdensomrejsende, før den endte permanent i Stockholm som ABBA The Museum, der blev åbnet i maj 2013.

## Genforeningen
I april 2018 offentliggjorde gruppen at de havde været i studiet sammen for første gang i 35 år for at indspille to nye sange.
Den 2. september 2021 udkom to nye sange fra gruppen, og en mindre tour blev annonceret i London 2022.

## Personer tilknyttet ABBA
- Stikkan Anderson – manager & producent
- Sven-Olof Walldorff - dirigent
- Michael B. Tretow – lydtekniker
- Anders Eljas – arrangement
- Lasse Hallström – producent af de fleste af musikvideoerne og ABBA - The Movie

## Diskografi

### Album
- Ring Ring (1973)
- Waterloo (1974)
- ABBA (1975)
- Arrival (1976)
- The Album (1977)
- Voulez-Vous (1979)
- Super Trouper (1980)
- The Visitors (1981)
- Voyage (2021)

### Singler
Singler og hitlisteplaceringer (IU = Ikke udgivet i det pågældende land)
| År   | Single                                        | Album                                | USA   | UK    | Can | Tysk  | Ned   | Aus    | Bel |
| ---- | --------------------------------------------- | ------------------------------------ | ----- | ----- | --- | ----- | ----- | ------ | --- |
| 1972 | "People Need love"                            | Ring Ring                            | --    | IU    | IU  | --    | --    | IU     | --  |
| 1973 | "Ring Ring"                                   | Ring Ring                            | --    | 32    | IU  | --    | 5     | 92     | 1   |
| 1974 | "Waterloo"                                    | Waterloo                             | 6     | 1 (2) | 3   | 1 (4) | 2     | 4      | 1   |
| 1974 | "Honey, Honey"                                | Waterloo                             | 27    | IU    | IU  | 2     | 16    | 30     | 12  |
| 1974 | "So Long"                                     | ABBA                                 | IU    | --    | IU  | 11    | IU    | --     | 24  |
| 1975 | "I Do, I Do, I Do, I Do, I Do"                | ABBA                                 | 15    | 38    | 12  | 6     | 3     | 1      | 1   |
| 1975 | "SOS"                                         | ABBA                                 | 15    | 6     | 9   | 1 (7) | 2     | 1      | 1   |
| 1975 | "Mamma Mia"                                   | ABBA                                 | 32    | 1 (2) | 20  | 1 (1) | 13    | 1      | 2   |
| 1976 | "Fernando"                                    | Greatest Hits                        | 13    | 1 (4) | 2   | 1 (7) | 1 (3) | 1 (11) | 1   |
| 1976 | "Dancing Queen"                               | Arrival                              | 1 (1) | 1 (6) | 2   | 1 (1) | 1 (5) | 1 (6)  | 1   |
| 1976 | "Money, Money, Money"                         | Arrival                              | 56    | 3     | IU  | 1 (5) | 1 (2) | 1      | 1   |
| 1977 | "Knowing Me, Knowing You"                     | Arrival                              | 14    | 1 (5) | 2   | 1 (2) | 3     | 9      | 1   |
| 1977 | "The Name of the Game"                        | The Album                            | 12    | 1 (4) | 15  | 7     | 2     | 6      | 2   |
| 1978 | "Take a Chance on Me"                         | The Album                            | 3     | 1 (3) | 7   | 3     | 2     | 12     | 1   |
| 1978 | "Eagle"                                       | The Album                            | IU    | IU    | IU  | 6     | 4     | 82     | 1   |
| 1978 | "Thank You For The Music"                     | The Album                            | IU    | IU    | IU  | IU    | 4     | IU     | IU  |
| 1978 | "Summer Night City"                           | Greatest Hits Vol. 2                 | --    | 5     | 34  | 6     | 5     | 13     | 2   |
| 1979 | "Chiquitita"                                  | Voulez-Vous                          | 29    | 2     | 17  | 3     | 1 (1) | 4      | 1   |
| 1979 | "Does Your Mother Know"                       | Voulez-Vous                          | 19    | 4     | 8   | 10    | 4     | 7      | 1   |
| 1979 | "Voulez-Vous"                                 | Voulez-Vous                          | 80    | 3     | 43  | 14    | 4     | 79     | 1   |
| 1979 | "Angeleyes"                                   | Voulez-Vous                          | 64    | 3     | 39  | IU    | IU    | IU     | IU  |
| 1979 | "Gimme! Gimme! Gimme! (A Man After Midnight)" | Greatest Hits Vol. 2                 | --    | 3     | IU  | 3     | 2     | 8      | 1   |
| 1979 | "I Have A Dream"                              | Voulez-Vous                          | --    | 2     | IU  | 4     | 1 (3) | 64     | 1   |
| 1980 | "The Winner Takes It All"                     | Super Trouper                        | 8     | 1 (2) | 10  | 4     | 1 (6) | 7      | 1   |
| 1980 | "Super Trouper"                               | Super Trouper                        | 45    | 1 (3) | IU  | 1 (5) | 1 (2) | 77     | 1   |
| 1980 | "Lay All Your Love On Me"                     | Super Trouper                        | IU    | 7     | --  | 26    | --    | IU     | 13  |
| 1980 | "On And On And On"                            | Super Trouper                        | 90    | IU    | IU  | IU    | IU    | 9      | IU  |
| 1981 | "One Of Us"                                   | The Visitors                         | 107   | 3     | IU  | 1 (1) | 1 (2) | 48     | 1   |
| 1981 | "Head Over Heels"                             | The Visitors                         | IU    | 25    | IU  | 19    | 4     | IU     | 2   |
| 1981 | "When All Is Said And Done"                   | The Visitors                         | 27    | IU    | IU  | IU    | IU    | 81     | IU  |
| 1982 | "The Visitors (Crackin' Up)"                  | The Visitors                         | 63    | IU    | IU  | IU    | IU    | IU     | IU  |
| 1982 | "The Day Before You Came"                     | The Singles: The First Ten Years     | --    | 32    | IU  | 5     | 3     | 48     | 3   |
| 1983 | "Under Attack"                                | The Singles: The First Ten Years     | IU    | 26    | IU  | 22    | 5     | 96     | 3   |
| 1983 | "Thank You For The Music"                     | Thank You For The Music              | IU    | 33    | IU  | IU    | IU    | IU     | --  |
| 1992 | "Dancing Queen"                               | ABBA Gold: Greatest Hits             | IU    | 16    | IU  | 22    | 15    | 28     | 16  |
| 1999 | "Happy New Year"                              | The Complete Singles Collection      | IU    | IU    | IU  | 78    | IU    | IU     | IU  |
| 2004 | "Waterloo"                                    | Waterloo 30th Anniversary Collection | IU    | 20    | IU  | IU    | IU    | IU     | IU  |
| 2021 | "I Still Have Faith in You"                   | Voyage                               | --    | 14    | --  | 3     | 21    | 39     | 22  |
| 2021 | "Don't Shut Me Down"                          | Voyage                               | --    | 9     | --  | 5     | 18    | 27     | 8   |
| 2021 | "Just A Notion"                               | Voyage                               | -     | 59    | -   | 36    | 73    | -      | 9   |
| 2021 | "Little Things"                               | Voyage                               | -     | 61    | -   | 42    | -     | -      | -   |
|      |                                               |                                      |       |       |     |       |       |        |     |